# Hetvehely
Hetvehely je vas na Madžarskem, ki upravno spada pod podregijo Szentlőrinci Županije Baranja.